# Г'юїтт (округ Марафон, Вісконсин)
Г'юїтт (англ. Hewitt) — місто (англ. town) в США, в окрузі Марафон штату Вісконсин. Населення — 636 осіб (2020).

## Демографія
Згідно з переписом 2010 року, у місті мешкало 606 осіб у 239 домогосподарствах у складі 179 родин. Було 265 помешкань
Расовий склад населення:
| - 99,0 % — білих |

До двох чи більше рас належало 0,3 %. Частка іспаномовних становила 1,2 % від усіх жителів.
За віковим діапазоном населення розподілялося таким чином: 21,0 % — особи молодші 18 років, 66,0 % — особи у віці 18—64 років, 13,0 % — особи у віці 65 років та старші. Медіана віку мешканця становила 43,2 року. На 100 осіб жіночої статі у місті припадало 118,8 чоловіків;  на 100 жінок у віці від 18 років та старших — 107,4 чоловіків також старших 18 років.
Середній дохід на одне домашнє господарство  становив 77 918 доларів США (медіана — 73 594), а середній дохід на одну сім'ю — 89 404 долари (медіана — 85 417). Медіана доходів становила 50 655 доларів для чоловіків та 51 875 доларів для жінок. За межею бідності перебувало 2,3 % осіб, у тому числі 4,3 % дітей у віці до 18 років та 3,6 % осіб у віці 65 років та старших.
Цивільне працевлаштоване населення становило 365 осіб. Основні галузі зайнятості: виробництво — 24,1 %, освіта, охорона здоров'я та соціальна допомога — 21,6 %, транспорт — 9,6 %, фінанси, страхування та нерухомість — 8,2 %.